# 29. Międzynarodowy Festiwal Filmowy w Cannes
29. Międzynarodowy Festiwal Filmowy w Cannes odbył się w dniach 13–28 maja 1976 roku. Imprezę otworzył pokaz amerykańskiego filmu dokumentalnego To jest rozrywka! II w reżyserii Gene’a Kelly’ego.
Jury pod przewodnictwem amerykańskiego dramaturga Tennessee Williamsa przyznało nagrodę główną festiwalu, Złotą Palmę, amerykańskiemu filmowi Taksówkarz w reżyserii Martina Scorsese. Drugą nagrodę w konkursie głównym, Grand Prix, przyznano ex aequo niemieckiemu filmowi Markiza O w reżyserii Érika Rohmera oraz hiszpańskiemu filmowi Nakarmić kruki w reżyserii Carlosa Saury.

## Jury Konkursu Głównego
- Tennessee Williams, amerykański dramaturg − przewodniczący jury[3]
- Jean Carzou, francuski malarz
- Mario Cecchi Gori, włoski producent filmowy
- Costa-Gavras, francuski reżyser
- András Kovács, węgierski reżyser
- Lorenzo López Sancho, hiszpański dziennikarz
- Charlotte Rampling, brytyjska aktorka
- Georges Schehadé, libański pisarz
- Mario Vargas Llosa, peruwiański pisarz

## Filmy na otwarcie i zamknięcie festiwalu
|             | Tytuł                | Reżyseria        | Kraj              |
| ----------- | -------------------- | ---------------- | ----------------- |
| Otwierający | To jest rozrywka! II | Gene Kelly       | Stany Zjednoczone |
| Zamykający  | Intryga rodzinna     | Alfred Hitchcock | Stany Zjednoczone |